# Ida Lucie Scheel von Plessen
Ida Lucie Scheel von Plessen, gift Reventlow og von Thienen (født 18. december 1740 på Fussingø, død 22. marts 1792) var en dansk adelsdame.
Hun var datter af Mogens Scheel-Plessen til Fussingø og Elisabeth Christine f. von Thienen til Wahlstorf og var Dame de l'union parfaite.
I første ægteskab blev hun gift 1758 med Christian Ditlev greve Reventlow til baroniet Brahetrolleborg (1735-1759). I andet ægteskab ægtede hun 1763 Wulf Heinrich von Thienen.